# Milan Zver
Milan Zver (Lubiana, 25 maggio 1962) è un politico e sociologo sloveno, membro e vicepresidente del Partito Democratico Sloveno (SDS).

## Biografia
Zver nacque a Lubiana, ma spese gran parte della sua infanzia nel villaggio di Destrnik. Studiò sociologia e scienze politiche alle Università di Lubiana e di Graz.
Nel 1990 divenne membro del Partito Socialdemocratico Sloveno (ora Partito Democratico Sloveno). Nel 1992 lasciò il suo lavoro di ricercatore all'università diventando prima consigliere del Vicepresidente del Consiglio Jože Pučnik e poi consigliere del Ministro della difesa Janez Janša. Quando, nel 1994, il suo partito lasciò il governo, servì come segretario del consiglio comunale di Lubiana, dove rimase fino al 1999.
Nel 1998 ottenne il dottorato e iniziò a insegnare sociologia all'Università di Maribor.
Dal 2002 al 2004 fu membro del consiglio comunale di Lubiana. Alle elezioni del 2004 fu eletto all'Assemblea nazionale, che lasciò poco dopo per diventare Ministro dell'Istruzione e dello Sport nel governo di Janez Janša. Fino al 2007 fu anche presidente della commissione per il miglioramento delle condizioni dei Rom in Slovenia. Nel 2008 presenziò alla cerimonia di apertura delle Olimpiadi come rappresentante della Slovenia.
Dopo la vittoria del centrosinistra alle elezioni del 2008 perse il grado di ministro. Alle elezioni europee del 2009 fu eletto al Parlamento Europeo ottenendo il più alto numero di preferenze del paese. È membro della "Commissione per la cultura e l'istruzione" e membro sostituto della "Commissione per l'agricoltura e lo sviluppo rurale".
Nel 2012 si è candidato alle elezioni presidenziali slovene con il sostegno del Partito Democratico e di Nuova Slovenia, piazzandosi al terzo posto dietro Borut Pahor e Danilo Türk e rimanendo quindi escluso dal ballottaggio.